# Aegir (schip, 2012)
De Aegir is een diepwaterconstructieschip van Heerema Marine Contractors uit Leiden. Is een kraanschip en staat ook bekend als DCV Aegir. 

Hier staat DCV voor Deepwater Construction Vessel, wat Engels is voor diepwaterconstructieschip. De naam verwijst naar Ægir, de Noorse god van de zeevaart en bier.

## Ontwerp
Het scheepsontwerp is gebaseerd op de SOC 5000 van Ulstein Sea of Solutions. Deze monohull maakt het mogelijk dat de Aegir een hogere snelheid kan bereiken dan de halfafzinkbare schepen van Heerema. Aan boord is er accommodatie voorzien voor 289 personen. Indien men alle noodbedden gebruikt, ligt de capaciteit op 305 personen. Op het voordek boven de brug is een helikopterplatform te vinden.

## Specificaties

### Voortstuwing
De Aegir wordt voortgestuwd door twee roerpropellers ter hoogte van het achtersteven die elk een vermogen hebben van 6,5 MW en onder water demonteerbaar zijn. Daarnaast zijn er nog vier intrekbare roerpropellers met elk een individueel vermogen van 3,2 MW en boegschroef van 2,5 MW voor gebruik tijdens dynamic positioning. De roerpropellers worden dieselelektrisch aangedreven waarbij de voeding wordt geleverd door zes dieselgeneratoren, die een totaal van 48 MW produceren.

### Kranen
Aan boord is er een hoofdkraan die een gewicht van 4000 ton kan verplaatsen met een radius van 40 meter. Er zijn ook nog twee hulpkranen die elk een lading kunnen verplaatsen tot 40 ton met een radius van 20 meter.
Het schip is ontworpen om te werken tot een diepte van 3500 meter. Pijpen worden gelegd met behulp van de J-lay-toren of het reelsysteem.

### ROV
Er zijn twee ROV's aan boord, te vinden aan bak- en stuurboord. Deze kunnen het schip assisteren tijdens werkzaamheden op grote dieptes waar duikers niet kunnen werken.